# Kirchberg (Eckardtshausen)
Der Kirchberg ist ein 353,3 m hoher Berg in Eckardtshausen (Gemeinde Gerstungen) im Wartburgkreis in Thüringen.

## Lage
Der Kirchberg befindet sich im Eltetal, etwa einen Kilometer nordöstlich von Eckardtshausen. Die in die Elte als linke Zuflüsse einmündenden Quellbäche Klinge und Attchenbach entspringen im Talgrund bei Eckardtshausen und umfließen den Kirchberg. 

## Geschichte
Der Flurname „Kirchberg“ verweist auf den Standort der ältesten Kirche im oberen Eltetal. Zu dieser als Sedeskirche überlieferten hochmittelalterlichen Gründung auf dem Kirchberg gehörte ein Dorf, das nach der örtlichen Überlieferung im Wiesengrund direkt südlich vom Kirchberg lag. An diese Wüstung erinnert der Flurname „Das Gebrannte“. Spuren der einstigen Kirche wurden noch nicht entdeckt.